# Franciszek Szarowski
Franciszek Szarowski (ur. 1903, zm. 1972) – polski działacz narodowy na Śląsku Cieszyńskim. Należał do najbardziej zasłużonych członków Polskiego Związku Kulturalno-Oświatowego w Orłowej-Łazach.